# Desa Cibeureunyeuh
Desa Cibeureunyeuh är en administrativ by i Indonesien.   Den ligger i provinsen Jawa Barat, i den västra delen av landet, 140 km öster om huvudstaden Jakarta.